# Asaki yumemishi
Asaki yumemishi (あさきゆめみし? lett. "Vacuo sognare") è un manga di Waki Yamato, tratto dal grande classico della letteratura giapponese Genji monogatari di Murasaki Shikibu. Il manga è stato pubblicato a puntate su Mimi di Kōdansha, a partire dall'ottobre 1979, per poi essere raccolto in 13 volumi dal 1980 al 1993. Kōdansha ha iniziato a pubblicare un'edizione bilingue giapponese-inglese che però si è arrestata al quarto volume. In Italia è stato annunciato durante il Napoli Comicon 2025 da Edizioni BD che lo pubblicherà sotto l'etichetta J-Pop.

## Trama
Il manga segue fedelmente la trama del testo originale: Genji, figlio dell'Imperatore del Giappone e di una sua concubina, perduta la madre in tenera età, si innamora di una delle concubine del padre, Dama Fujitsubo. Dalla loro relazione proibita nascerà un bambino creduto da tutti il legittimo erede al trono.
Dopo la morte di Fujitsubo Genji ritrova la serenità grazie all'incontro con Murasaki, una nipote di Fujitsubo che alleverà per farne una dama all'altezza dei suoi ideali e diventerà la compagna della sua vita.
La trama presente intrecci talvolta piuttosto complessi seguendo le numerose avventure galanti di Genji, soprannominato Hikaru Genji, ossia "Genji lo splendente" a causa della sua avvenenza e perfezione, e tratteggiando la vita di corte nel Giappone del periodo Heian.